# Ann Glover
Ann Glover (falecida em 16 de novembro de 1688) foi a última pessoa a ser acusada e, posteriormente, executada por acusação de bruxaria em Boston, nos Estados Unidos, no século XVII.

## Antecedentes
Nascida na Irlanda, Ann Glover era católica romana. Oliver Cromwell vendeu-a para a escravidão, juntamente com sua família, e os enviou para Barbados na década de 1650, durante a ocupação da Irlanda. Seu esposo foi morto em Barbados, por não renunciar à sua fé católica.
Em 1680, Ann Glover e sua filha estavam vivendo em Boston, Massachusetts, onde trabalhavam para John Goodwin. No verão de 1688, quatro dos cinco filhos de John Goodwin ficaram doentes após uma séria discussão com a filha de Ann Glover. O médico que foi chamado para tratar das crianças não soube reconhecer a origem da doença, e sugeriu que a epidemia foi provocada por práticas de bruxaria. Martha Goodwin, uma das filhas de John Goodwin, alegou que havia ficado doente após descobrir que a filha de Ann Glover roubava suas roupas.
Ann Glover foi presa e julgada por bruxaria. Ela se recusou a defender-se no idioma inglês, alegando que não sabia dominar o idioma e preferia usar seu irlandês nativo (gaélico). O reverendo Cotton Mather definiu Ann Glover como "uma irlandesa escandalosa, velha, muito pobre, uma católica e obstinada em idolatria". No julgamento foi exigido que ela fizesse uma oração ao Deus, mas que esta não fosse feita em latim gaélico, sem considerar que ela nunca havia aprendido o inglês.
Em 16 de novembro de 1688, Ann Glover foi enforcada em Boston em meio a gritos zombandos da multidão. Uma década depois da morte de Ann Glover, a sociedade ainda pregava contra "Católicos idólatras romanos", tentando preservar uma sociedade provinciana. Muitos outros imigrantes irlandeses também vieram para a América como escravos.